# Funai

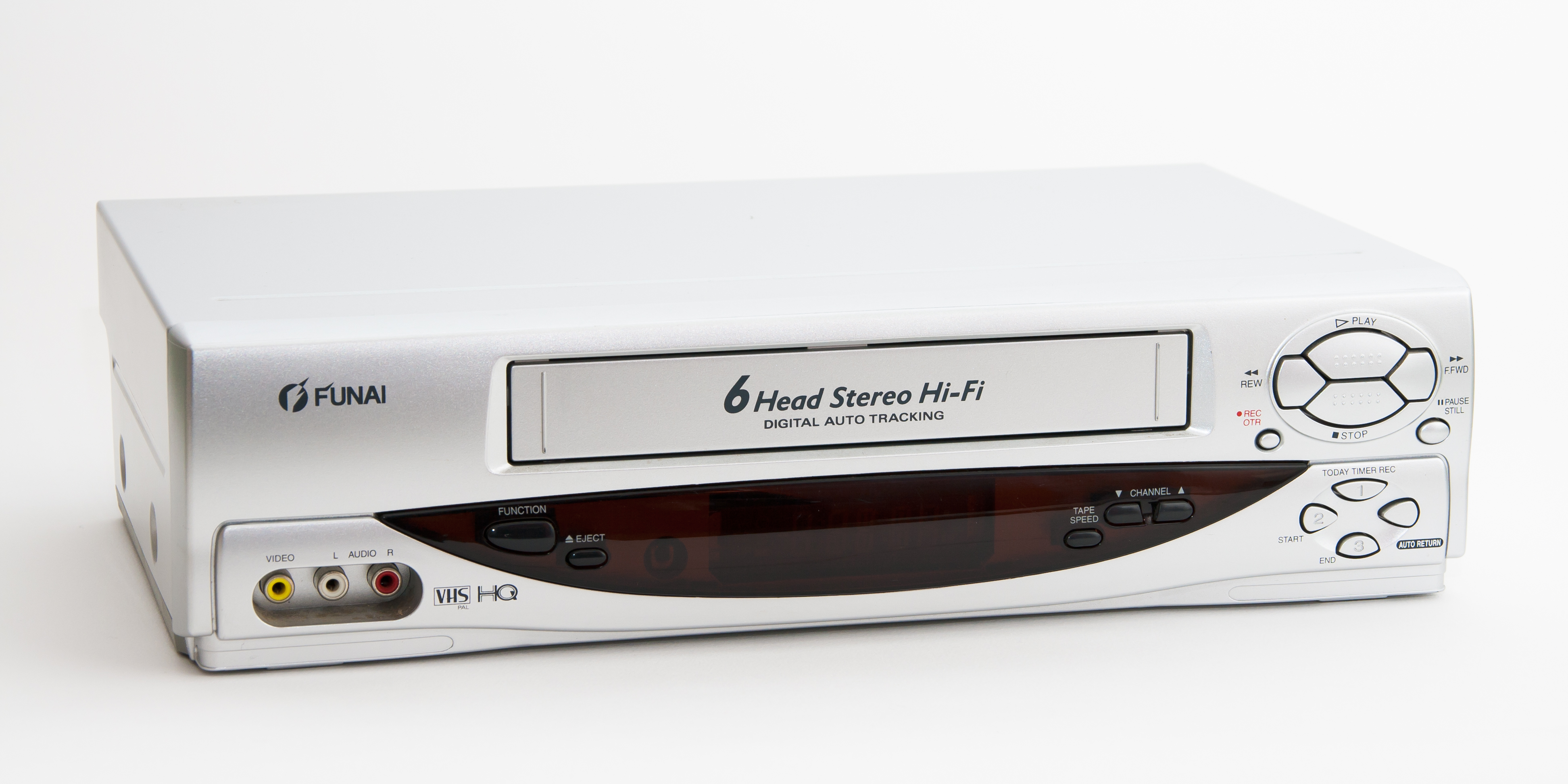
Videoregistratore VHS Funai dei primi anni 2000

Funai Electric Co., Ltd. (船井電機株式会社) fondata nel 1961 a Osaka in Giappone è un'azienda impegnata nello sviluppo, produzione e distribuzione di dispositivi di comunicazione e informazione come terminali di accesso a internet, periferiche per computer, strumenti audio-video, televisori, lettori DVD ed elettrodomestici per la casa.

## Prodotti
I prodotti Funai sono anche venduti sotto i marchi: Philips, Magnavox, Sylvania, Emerson Radio, Symphonic, Aventura, Esa, Durabrand e Misakai.

### VHS
Alla fine del mese di luglio 2016 la Funai, ultimo produttore rimasto al mondo di videoregistratori a standard VHS, ne produce l'ultimo esemplare della storia, facendo di fatto entrare il VHS tra le tecnologie del passato.